# Улица Гатартас
Улица Га́тартас (латыш. Gatartas iela) — улица в Северном районе Риги, в историческом районе Межапаркс. Пролегает в северо-западном направлении, от проспекта Сигулдас до проспекта Межа. С другими улицами не пересекается. Общая длина улицы Гатартас — 206 метров.
На всём протяжении покрыта асфальтом, движение двустороннее. Общественный транспорт по улице не курсирует.
Застройка представлена 2-этажными особняками, преимущественно межвоенного периода. Жилой дом № 6 (архитектор А. Разумс, 1929) признан памятником архитектуры местного значения.

## История
Впервые упоминается в 1915 году под названием Брюггская улица (латыш. Brigges iela, нем. Brüggestraße) — в честь бельгийского города Брюгге (многие улицы этого района названы в честь городов Ганзейского союза). В том же году улица была переименована в Рионскую — по названию реки Риони. Однако спустя два года первоначальное название было восстановлено.
В 1923 году улица получила новое имя — улица Аматас (вероятно, по названию реки в Латвии, левого притока Гауи). В 1961 году получила современное название — в честь бывшего волостного села Гатарта.